# Omid Singh
Omid Singh (Behbahan, 10 marzo 1993) è un calciatore iraniano, centrocampista del Paykan.

## Biografia
Indiano da parte di padre, nel 2019 ha espresso il desiderio di giocare per la nazionale indiana dopo aver parlato con il commissario tecnico Igor Štimac.

## Statistiche

### Presenze e reti nei club
| Stagione        | Club                 | Campionato      | Campionato | Campionato | Coppe nazionali | Coppe nazionali | Coppe nazionali | Coppe continentali | Coppe continentali | Coppe continentali | Supercoppe | Supercoppe | Supercoppe | Totale | Totale |
| Stagione        | Club                 | Comp            | Pres       | Reti       | Comp            | Pres            | Reti            | Comp               | Pres               | Reti               | Comp       | Pres       | Reti       | Pres   | Reti   |
| --------------- | -------------------- | --------------- | ---------- | ---------- | --------------- | --------------- | --------------- | ------------------ | ------------------ | ------------------ | ---------- | ---------- | ---------- | ------ | ------ |
| 2018-2019       | Nassaji Mazandaran   | LPGP            | 23         | 0          | CI              | 1               | 0               | -                  | -                  | -                  | -          | -          | -          | 1      | 0      |
| 2019-gen.2020   | Nassaji Mazandaran   | LPGP            | 4          | 0          | CI              | 0               | 0               | -                  | -                  | -                  | -          | -          | -          | 4      | 0      |
| Totale Carriera | Totale Carriera      | Totale Carriera | 27         | 0          |                 | 1               | 0               |                    | -                  | -                  |            | -          | -          | 28     | 0      |
| gen.-giu. 2020  | Naft Masjed Soleyman | LPGP            | 8          | 2          | CI              | 1               | 0               | -                  | -                  | -                  | -          | -          | -          | 9      | 1      |
| Totale Carriera | Totale Carriera      | Totale Carriera | 35         | 2          |                 | 2               | 0               |                    | -                  | -                  |            | -          | -          | 37     | 2      |